# 門司親徳
門司 親徳（もじ ちかのり、1917年12月9日 - 2008年8月16日）は、日本の海軍軍人、実業家。短現6期。最終階級は海軍主計少佐。戦後は日本興業銀行取締役総務部長、丸三証券社長を務める。

## 経歴
1917年12月9日、東京府に生まれる。1933年に東京府立第六中学校を、1937年に浦和高等学校を、1941年に東京帝国大学経済学部を卒業し、日本興業銀行に入社。

### 海軍

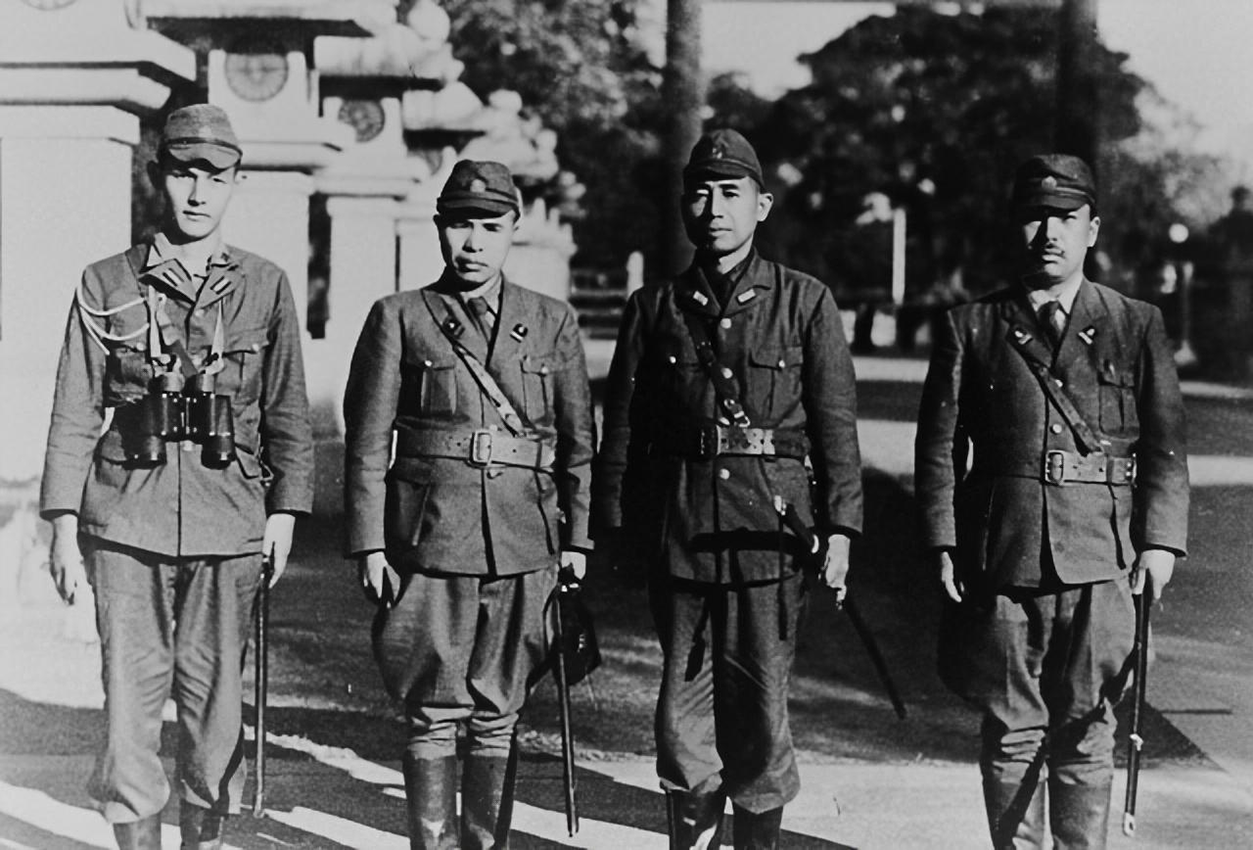
昭和20年2月、台湾・台南神社で。左から門司副官、児玉誉士夫、大西中将。

1941年4月18日、6期短期現役海軍主計科士官として海軍経理学校に入校。同期生に中曽根康弘、鳩山威一郎がいる。8月11日、同校を卒業。8月、戦艦「陸奥」に乗組。1941年10月2日、「瑞鶴」に乗組、庶務主任に就任。12月、真珠湾攻撃及びマレー作戦により太平洋戦争開戦。
1942年4月、呉鎮守府附となる。5月1日、呉鎮守府第5特別陸戦隊主計長兼分隊長に就任。9月、デング熱に罹患した。11月1日、主計大尉に昇進。横須賀鎮守府附となる。11月21日、土浦航空隊主計科分隊長に着任。後に特攻の中核となる甲飛10期、11期がいた。1943年8月、第551航空隊主計長兼分隊長に就任。
1944年8月、第一航空艦隊副官に就任。10月11日、第一航空艦隊長官に内定した大西瀧治郎中将と初対面した。12日の空襲の下で働く門司を見た大西から「副官は空襲慣れしてるな」と言葉をかけられ、門司は自分も戦線を抜けてきたことを分かってもらえて何より快く胸にしみうれしく、この一言で大西になついてしまったという。10月20日、大西は神風特別攻撃隊の編成を決定するとその命令書の起案を門司に命じた。門司によれば、書き方がわからず、大西中将と猪口力平大佐（一航艦首席参謀）にも手伝ってもらったという。
1945年、主計少佐に昇進。1945年6月、第29航空戦隊司令部附となる。1945年8月、終戦。門司は開戦も自然ならば特攻も終戦も自然な時代の流れであったと回想している。

### 戦後
1946年、日本興業銀行に復職し、1967年に取締役総務部長に就任。1970年、丸三証券社長に就任。1977年8月、フィリピンに慰霊のため訪問する。1981年、丸三証券相談役に就任。1987年、株式会社ニチロ監査役を兼務する。また、角田和男中尉ら戦友会の会員とも親交があり、「海軍ラバウル方面会」会長を務めた。
2007年5月13日、靖国神社で行なわれた慰霊祭にて、門司は昇殿参拝のさいに読み上げる祭文（この会の最初に、草鹿任一中将が読んだ祭文）を読む予定だったがプレッシャーで朝から体調が優れず、副会長が代読した。そして記念撮影を終えた直後、意識不明となり東京逓信病院に搬送された。その後、やや回復し退院したものの体調はすぐれず、自宅で倒れること数度、翌年の2008年8月16日11時10分に死去した、享年90。元上司の大西が自決したのも同じ8月16日（1945年）であるが、門司の弟によると亡くなった時刻まで同じであったという。
神立尚紀によるインタビューの中で「安全地帯にいる人の言うことは聞くな、が大東亜戦争の大教訓」と遺言している。

## 著書
- 『空と海の涯で 第一航空艦隊副官の回想』（1978年12月、毎日新聞社）
- 『回想の大西滝治郎 第一航空艦隊副官の述懐』（1989年7月、光人社）